# Mario A. Ferrero
Mario A. Ferrero (1904 - 1965) est un astronome italien à qui l'on crédite deux découvertes d'astéroïdes.

## Biographie
| (1169) Alwine  | 30 août 1930 |
| (2119) Schwall | 30 août 1930 |

L'astéroïde (7684) Marioferrero lui est dédié,.